# Josef Kroutvor

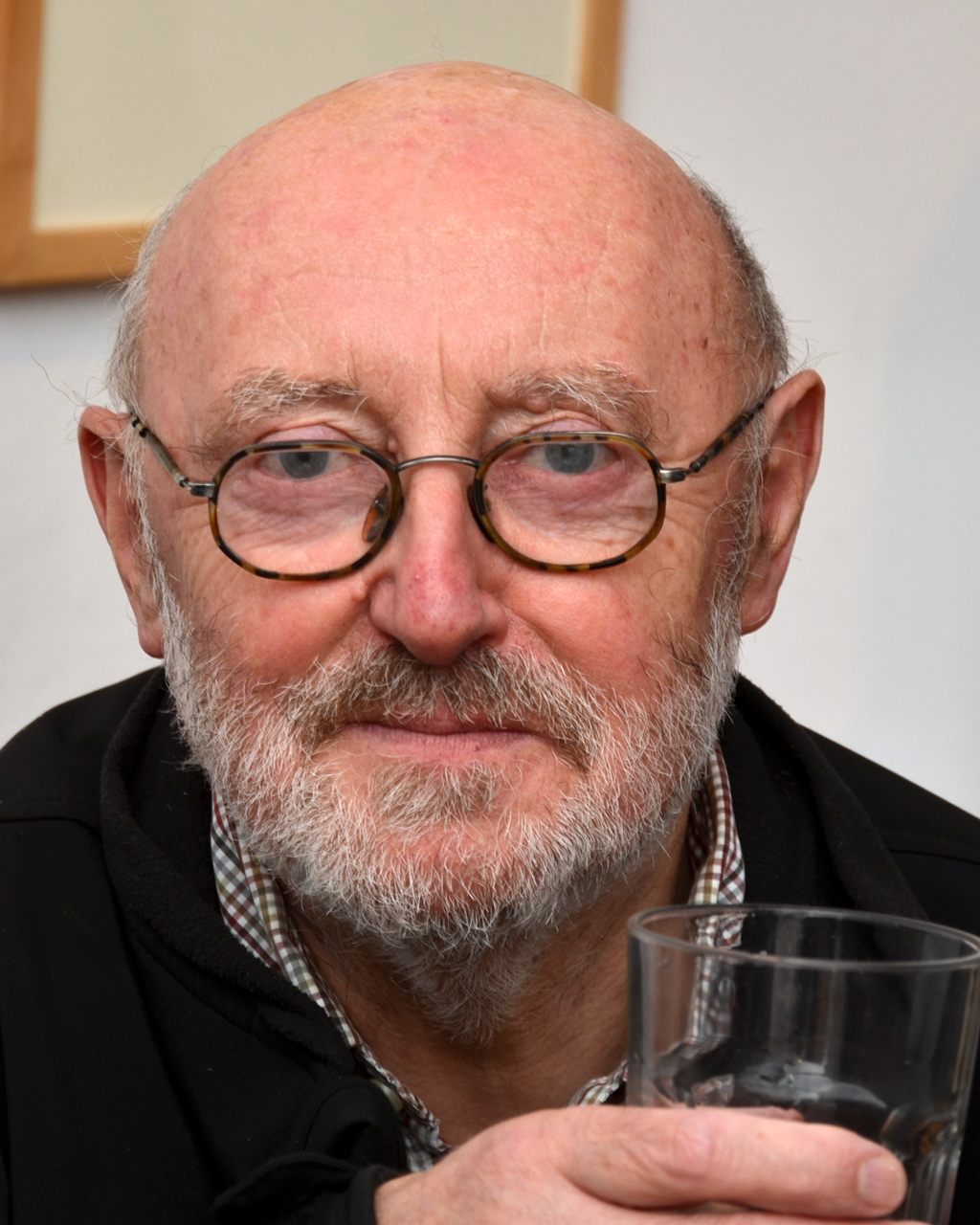
Josef Kroutvor, 2017

Josef Kroutvor  (geboren 30. März 1942 in Prag, Tschechoslowakei) ist ein tschechischer Kunsthistoriker, Kurator und Essayist.

## Leben
Josef Kroutvor wurde im damaligen Protektorat Böhmen und Mähren geboren. Er studierte Philosophie, Geschichte und Kunstgeschichte an der Karls-Universität Prag. Nach der Niederschlagung des Prager Frühlings ging er im Herbst 1968 nach Frankreich und studierte an der Universität von  Besançon. Zurück in Prag wurde er 1970 wissenschaftlicher Mitarbeiter im Kunstgewerbemuseum in Prag und spezialisierte sich auf die Geschichte des Plakats. Ab 1993 leitete er dort die Abteilung für Gebrauchsgrafik und Fotografie. Zwischen 1990 und 1992 hatte er Lehraufträge über die Geschichte des Plakats und über Werbung an der Hochschule für Kunstgewerbe und an der Fakultät für Sozialwissenschaften der Karls-Universität.
Kroutvor hat mehrere Ausstellungen tschechischer Fotografie kuratiert. Er hat eine Reihe von essayistischen Büchern veröffentlicht, die „mit dem Blick des Skeptikers die moderne Welt auf eine vergangene Welt der Kaffeehauskultur und des Dandytums beziehen“.  Das Buch Café fatal ist seine Hommage an die europäische Kaffeehausliteratur. Im Buch Města a ostrovy (Städte und Inseln, Porträts europäischer Metropolen) kehrte Kroutvor unter anderem nach Paris zurück, um das Bild des ehemaligen Künstlerparadieses mit seiner gegenwärtigen hektischen Gestalt zu konfrontieren.
Kroutvors Domäne ist der Essay, den er als „Abenteuer des Geistes“ an der Grenze mehrerer Disziplinen auffasst.
In Fernety, der Essaysammlung der siebziger und achtziger Jahre, ist auch das Gedicht Fernet enthalten, darin bezeichnet er sich als „schwarzen Dandy mit schmalem Schnurrbart, im Kleinseitner Café Absynth trinkend, kurz vor dem Sprung in die Finsternis...“

## Schriften (Auswahl)
- Moderní český plakát, 1918-1945. Prag : Umělecko průmyslové muzeum v Praze, 1984
- Potíže s dějinami : eseje. Prag : Prostor, 1990
- Poselství ulice : z dějin plakátu a proměn doby. Prag : Comet, 1991
- Egon Schiele. Prag : Odeon, 1991
- mit Monika Faber: Photographie der Moderne in Prag 1900 – 1925. Schaffhausen : Ed. Stemmle, 1991
- Zelenka, plakáty, architektura, divadlo (eine Ausstellung anlässlich des 50. Jahrestages des Beginns der Deportationen von Juden und der Errichtung des Ghettos in Theresienstadt). Praha : Uměleckoprůmyslové Museum v Praze, 1992.
- Kafkas Stadt? Prag im Zyklus der toten Städte, in: Kurt Krolop (Hrsg.): Kafka und Prag : Colloquium im Goethe-Institut Prag, 24. – 27. November 1992. Goethe-Institut, Prag 1994, S. 83–86
- Der Böhmerwald und Josef Váchal. Prag : Argestea, 1994
- Fernety : kniha pro milovníky hořkých nápojů : léta sedmdesátá a osmdesátá a také devadesátá. Prag : Torst, 1998
- Dandy a manekýna. Brünn : Vetus via, 1999
- Města a ostrovy. Prag : Arbor vitae ve spolupráci s nakl. Zdeněk Cibulka-Týnská literární kavárna, 2002